# Melanolophia subgenericata
Melanolophia subgenericata là một loài bướm đêm trong họ Geometridae.